# Pasil
Pasil è una municipalità di quinta classe delle Filippine, situata nella Provincia di Kalinga, nella Regione Amministrativa Cordillera.
Pasil è formata da 14 baranggay:
- Ableg
- Bagtayan
- Balatoc
- Balenciagao Sur
- Balinciagao Norte
- Cagaluan
- Colayo
- Dalupa
- Dangtalan
- Galdang (Casaloan)
- Guina-ang (Pob.)
- Magsilay
- Malucsad
- Pugong